# Ivánkay Mária
Ivánkay Mária, Weltner Györgyné (Bana, 1934. február 6. –) a Nemzet Sportolója címmel kitüntetett nyolcszoros siketlimpiai bajnok magyar asztaliteniszező, sportvezető.

## Életpályája
Családja kilenc gyermeke közül az öt siketen született közé tartozott. A fogyatékkal élő testvérek taníttatása miatt költözött fel a család Budapestre 1949-ben, majd a Siketek Sport Clubjában kezdett el sportolni. Úszott, kerékpározott és röplabdázott, végül későbbi férje, a szintén siket Weltner György hívására váltott az asztaliteniszre, aki az edzője is lett. 1956-ban házasodtak össze. Sportsikereiket munka mellett érték el.
Első siketlimpia győzelmét 1957-ben Milánóban érte el.
| Évszám | Helyszín   | Szám         | Eredmény |
| ------ | ---------- | ------------ | -------- |
| 1957   | Milánó     | Női páros    | arany    |
|        |            | Vegyes páros | arany    |
|        |            | Női egyéni   | ezüst    |
| 1961   | Helsinki   | Női páros    | arany    |
|        |            | Női egyéni   | ezüst    |
|        |            | Vegyes páros | ezüst    |
| 1965   | Washington | Női csapat   | arany    |
|        |            | Női páros    | arany    |
|        |            | Vegyes páros | ezüst    |
|        |            | Női egyéni   | bronz    |
| 1969   | Belgrád    | Női csapat   | arany    |
|        |            | Női páros    | bronz    |
| 1973   | Malmö      | Női csapat   | arany    |
|        |            | Női páros    | arany    |
|        |            | Női egyéni   | ezüst    |
| 1977   | Bukarest   | Női páros    | bronz    |
| 1981   | Köln       | Vegyes páros | bronz    |

Összesen 8 arany, 3 ezüst és 4 bronz.
Visszavonulása után a Siketek SC asztalitenisz szakosztályának igazgatója volt 1981 és 1984 között.
1995-ben a siket sportolók érdekképviseleti szervének, a Magyar Siket Sportérmesek Klubjának alapítója volt. Aktív résztvevője a hallássérültek érdekképviseleti életének. Az első siket volt, aki autóvezetői jogosítványt szerzett, elnökölte a Hallássérültek Autóklubját is, gépjárművezető-oktató is volt, részt vett külföldi autós ügyességi versenyeken. A Siketek és Nagyothallók Országos Szövetségében kifejtett tevékenységért megkapta a Cházár András-emlékérem ezüst- és aranyfokozatát is.
2004-ben, egyedüli fogyatékos sportolóként a Nemzet Sportolójává választották. Díszpolgárrá is választották. Húga, Ivánkay Teréz, hatszoros siketlimpiai bajnok.

## Díjai
- A Nemzet Sportolója (2004)
- Erzsébetváros díszpolgára (2004)
- Magyar Arany Érdemkereszt (2016)[1]